# Deutschland Cup 2014
25. edycja Deutschland Cup została rozegrana w dniach 7–9 listopada 2014 roku. Zgodnie z tradycją, w turnieju wzięły udział cztery zespoły. Mecze rozgrywane były w monachijskiej hali Olympia Eishalle. Organizatorem turnieju była niemiecka federacja hokejowa, Deutscher Eishockey-Bund (DEB).
W turnieju zwyciężyła reprezentacja Niemiec.

## Terminarz
| 7 listopada 2014 | Kanada | 1:4 | Słowacja | Olympia Eishalle, Monachium |

| Szczegóły      | Szczegóły             | Szczegóły       | Szczegóły                                                                        | Szczegóły                                                                                             |
| -------------- | --------------------- | --------------- | -------------------------------------------------------------------------------- | --- |
| Godzina: 16:30 | M. DuPont (PP2) 41:20 | (0:1, 0:1, 1:2) | 15:20 (PP) J. Mikuš 38:45 (EQ) R. Deyl 41:48 (SH) A. Lapšanský 52:09 (EQ) R. Rác | Widzów: 4500 Sędzia główny: Simon Aicher Stefan Vogl Sędziowie liniowi: Marcus Höfer Lukas Kohlmüller |
| Godzina: 16:30 | 8 min. kar            |                 | 10 min. kar                                                                      | Widzów: 4500 Sędzia główny: Simon Aicher Stefan Vogl Sędziowie liniowi: Marcus Höfer Lukas Kohlmüller |

| 7 listopada 2014 | Niemcy | 3:1 | Szwajcaria | Olympia Eishalle, Monachium |

| Szczegóły      | Szczegóły                                                                | Szczegóły       | Szczegóły          | Szczegóły                                                                                              |
| -------------- | ------------------------------------------------------------------------ | --------------- | ------------------ | --- |
| Godzina: 20:00 | P. Reimer (EQ) 15:23 P. Reimer (PP) 28:22 T. Oppenheimer (EQ, ENG) 59:33 | (1:0, 1:1, 1:0) | 25:26 (PP) R. Suri | Widzów: 5500 Sędzia główny: Roman Gofman Marian Rohatsch Sędziowie liniowi: Gabriel Gaube Jonas Merten |
| Godzina: 20:00 | 6 min. kar                                                               |                 | 10 min. kar        | Widzów: 5500 Sędzia główny: Roman Gofman Marian Rohatsch Sędziowie liniowi: Gabriel Gaube Jonas Merten |

| 8 listopada 2013 | Niemcy | 2:1 | Słowacja | Olympia Eishalle, Monachium |

| Szczegóły      | Szczegóły                                  | Szczegóły       | Szczegóły               | Szczegóły |
| -------------- | ------------------------------------------ | --------------- | ----------------------- | --- |
| Godzina: 16:15 | P. Hager (EQ) 01:39 Ch. Ullmann (EQ) 39:20 | (1:0, 1:0, 0:1) | 55:37 (EQ) A. Lapšanský | Widzów: 5700 Sędzia główny: Stefan Vogl Roman Gofman Sędziowie liniowi: Lukas Kohlmüller Jan Christian Müller |
| Godzina: 16:15 | 8 min. kar                                 |                 | 4 min. kar              | Widzów: 5700 Sędzia główny: Stefan Vogl Roman Gofman Sędziowie liniowi: Lukas Kohlmüller Jan Christian Müller |

| 8 listopada 2013 | Szwajcaria | 2:1 | Kanada | Olympia Eishalle, Monachium |

| Szczegóły      | Szczegóły                                       | Szczegóły       | Szczegóły            | Szczegóły                                                                                           |
| -------------- | ----------------------------------------------- | --------------- | -------------------- | --------------------------------------------------------------------------------------------------- |
| Godzina: 19:45 | S. Walser (EQ) 11:12 D. Wieser (EQ), ENG) 59:12 | (1:0, 0:1, 1:0) | 34:32 (EQ) Z. Hamill | Widzów: 5000 Sędzia główny: Simon Aicher Bastian Haupt Sędziowie liniowi: Marcus Höfer Jonas Merten |
| Godzina: 19:45 | 14 min kar                                      |                 | 8 min. kar           | Widzów: 5000 Sędzia główny: Simon Aicher Bastian Haupt Sędziowie liniowi: Marcus Höfer Jonas Merten |

| 9 listopada 2013 | Słowacja | 1:2 | Szwajcaria | Olympia Eishalle, Monachium |

| Szczegóły      | Szczegóły               | Szczegóły       | Szczegóły                                     | Szczegóły |
| -------------- | ----------------------- | --------------- | --------------------------------------------- | --- |
| Godzina: 13:15 | A. Lapšanský (EQ) 35:39 | (0:0, 1:0, 0:2) | 44:12 (EQ) L. Martschini 45:03 (EQ) S. Walser | Widzów: 4500 Sędzia główny: Marian Rohatsch Stefan Vogl Sędziowie liniowi: Lukas Kohlmüller Jan Christian Müller |
| Godzina: 13:15 | 4 min kar               |                 | 10 min. kar                                   | Widzów: 4500 Sędzia główny: Marian Rohatsch Stefan Vogl Sędziowie liniowi: Lukas Kohlmüller Jan Christian Müller |

| 9 listopada 2013 | Kanada | 4:2 | Niemcy | Olympia Eishalle, Monachium |

| Szczegóły      | Szczegóły                                                                                   | Szczegóły       | Szczegóły                               | Szczegóły                                                                                            |
| -------------- | ------------------------------------------------------------------------------------------- | --------------- | --------------------------------------- | --- |
| Godzina: 16:45 | K. Clark (EQ) 35:22 B. Holloway (PP) 38:53 S. Reinprecht (PP) 53:51 B. Buck (EQ, ENG) 59:05 | (0:2, 2:0, 2:0) | 13:12 (EQ) D. Reul 17:19 (PP2) P. Hager | Widzów: 5000 Sędzia główny: Roman Gofman Bastian Haupt Sędziowie liniowi: Gabriel Gaube Marcus Höfer |
| Godzina: 16:45 | 10 min kar                                                                                  |                 | 14 min. kar                             | Widzów: 5000 Sędzia główny: Roman Gofman Bastian Haupt Sędziowie liniowi: Gabriel Gaube Marcus Höfer |

## Tabela
| Poz. | Zespół     | M | Pkt | Z | WpD | PpD | P | G+ | G- | +/- |
| ---- | ---------- | - | --- | - | --- | --- | - | -- | -- | --- |
| 1    | Niemcy     | 3 | 6   | 2 | 0   | 0   | 1 | 7  | 6  | -1  |
| 2    | Szwajcaria | 3 | 6   | 2 | 0   | 0   | 1 | 5  | 5  | 0   |
| 3    | Słowacja   | 3 | 3   | 1 | 0   | 0   | 2 | 6  | 5  | -1  |
| 4    | Kanada     | 3 | 3   | 1 | 0   | 0   | 2 | 6  | 8  | -2  |